# Alexander Letic
Edvin Alexander Letic Åberg, ursprungligen Letic Kraftling, född 22 april 1994 i Oskarshamns församling i Kalmar län, är en svensk journalist och programledare i Sveriges Television.

## Biografi
Mellan 2014 och 2018 arbetade Letic på P3 Nyheter. Han sände bland annat direkt under attentaten i Nice 2016, Orlando 2016 och masskjutningen i Las Vegas 2017. Han var även sändningsproducent för Musikhjälpen och programledde Sveriges Radio P3:s valvaka under riksdagsvalet 2018.
Därefter började Letic vid SVT, först som programledare för SVT Nyheter Direkt och sedan Kulturnyheterna. Han ledde även podden Sekter, om religiösa sekter. 2020 blev Letic nominerad till Guldörat i kategorin Årets stjärnskott. 2021 blev Letic med redaktion nominerad till Guldörat i kategorin Årets Poddproduktion. 2021 lämnade Letic kulturredaktionen och blev programledare för Sveriges Televisions direktsändningar, där han efterträdde Linda Nilarve.
Letic och countrysångerskan Jill Johnson var värdar för det direktsända underhållningsprogrammet Tolvslaget på Skansen under nyårsafton 2021.
2022 klev Letic in som programledare i Morgonstudion. Han ersatte då ekonomijournalisten Carolina Neurath.

### Privatliv
Letics far är invandrare från Bosnien och hans mor är adopterad från Brasilien. Han växte upp i en frikyrklig familj utanför Uppsala tillsammans med många syskon.

## TV-program (i urval)
- Nu – Morgonstudion
- 2024 – USA-val 2024: Valvakan
- 2024 – Kristallen: Röda mattan och vinnarna
- 2024 – Blodsband
- 2024 – Guldbaggegalans röda matta
- 2022 – 2024 Nobelstudion
- 2022 – 2024 Inför Nobelbanketten
- 2022 – Val 2022: Sverige Röstar
- 2022 – Natomedlemskap?
- 2021 – Tolvslaget på Skansen
- 2021 – Uppsnack: Mellofinalen
- 2020 – 2021 Kulturnyheterna
- 2019 – 2020 SVT Nyheter